# Boas (Familie)
Die Boas (Boidae) sind eine Familie der Schlangen. Zu dieser Familie gehören die weltweit größten Schlangen. Sie töten ihre Beute durch Umschlingen, alle Vertreter sind ungiftig. Zu den Boas werden 13 Gattungen mit etwa 67 Arten gezählt.

## Merkmale

### Anatomie
Der Körper der Boas ist langgestreckt und meist zylinderförmig. Bei einigen baumbewohnenden Arten ist er jedoch seitlich abgeflacht, mit deutlich dargestellter Wirbelsäule. Der Schwanz ist im Verhältnis zum Körper kurz, er beginnt hinter der Kloake. Im Schwanz befinden sich bei den Männchen die paarig angeordneten Hemipenes, bei den Weibchen sind dort Duftdrüsen ausgebildet. Die inneren Organe, besonders der Magen, sind stark dehnbar. Die Kopfform variiert je nach Art. Der Kopf kann vom Hals ohne sichtbaren Übergang oder deutlich abgesetzt sein. Die Ober- und Unterkiefer sind nicht fest durch Gelenke miteinander verbunden. Sie werden lediglich durch zwei Stäbchen fixiert, die von dehnbaren Bändern umgeben sind, und werden von diesen gehalten. Dieser Aufbau ermöglicht das Ausklinken der beiden Kieferhälften. Einige Gattungen besitzen wärmeempfindliche Labialgruben, die sich in einer Schuppenreihe entlang der Ober- und Unterlippe befinden. Die Augen besitzen kein Lid und die Pupille ist senkrecht geschlitzt. Von der Zunge aufgenommene Duftstoffe werden an zwei Vertiefungen am Gaumen abgegeben. Es besteht von dort eine Verbindung bis zum Gehirn. Dieses Organ wird nach seinem Entdecker als das Jacobsonsche Organ bezeichnet. Boas besitzen kein Gehör, dennoch werden Erschütterungen am Unterkiefer wahrgenommen und über den Steigbügel weitergeleitet.
Die Lungenflügel sind bei den Boas noch beide erhalten. (Bei den meisten anderen Schlangen hingegen, z. B. den Nattern, ist der linke Lungenflügel stark zurückgebildet, der rechte dafür lang ausgestreckt.) Der hintere Abschnitt der Lunge ist als Luftreservoir ausgebildet, so dass während des Schlingaktes (Verschlingen der Beute) die Versorgung mit Atemluft von dort sichergestellt ist. Bei Boas ist dieser „Speicher“ nicht sehr weit entwickelt und kann nur wenig Atemluft aufnehmen.
Neben der Kloake sind als Rudimente der Hinterextremitäten die Aftersporne sichtbar, weiterhin sind bei dieser Familie noch Reste des Beckengürtels vorhanden.

### Größe und Gewicht
Die Familie der Boas umfasst einige der größten lebenden Schlangen. Die größten Arten können über fünf Meter lang werden, wie die Große Anakonda, wogegen andere Arten viel kleiner bleiben.
Einige Arten der Sandboas erreichen als ausgewachsene Tiere ein Gewicht von nur wenigen hundert Gramm. Dagegen können die größten Arten als Adulti teilweise 70 Kilogramm deutlich überschreiten.

## Systematik
Innerhalb der Reptilien (Reptilia) werden die Boas (Boidae) in der artenreichsten Ordnung geführt, den Schuppenkriechtieren (Squamata). Sie werden dort in die Unterordnung der Schlangen (Serpentes) gestellt und dort wiederum in die Großgruppe der sogenannten Echten Schlangen (Alethinophidia), die im Wesentlichen noch die Nattern- und Vipernartigen (Colubroidea) umfasst.
Traditionell enthielten die Boidae als eine Familie der Riesenschlangen aufgrund von ähnlichen körperlichen Merkmalen neben den Echten Boas (Boinae) und Sandboas (Erycinae) auch die Pythons (Pythoninae). Diese Boidae standen wiederum in der Überfamilie der Riesenschlangenartigen (Booidea oder Henophidia).
Ab den 2000er Jahren durchgeführte molekulargenetische Untersuchungen widerlegen allerdings eine unmittelbare Verwandtschaft von Pythons und Boas. Abschließend ist die Systematik der Schlangen noch nicht geklärt, jedoch stimmen die Ergebnisse etlicher Untersuchungen darin überein, dass die nächsten Verwandten der Pythons die Spitzkopfpythons (Loxocemidae) und Erdschlangen (Xenopeltidae) sind, während zu den nächsten Verwandten der Echten Boas und Sandboas auch die Zwergboas gehören. Folglich wurde der Begriff der Boidae als ein alle Riesenschlangen umfassendes Taxon aufgegeben und die Pythons wurden in den Rang einer eigenständigen Familie (Pythonidae) erhoben.
Nach weiteren molekulargenetischen Untersuchungen wurden die Unterfamilien der Boidae neu gegliedert und einige Gruppen neu- oder wiedererrichtet. Im Jahr 2013 wurden von Pyron, Burbrink und Wiens die Unterfamilie der Pazifik-Boas (Candoiinae) für die Gattung Candoia neu erstellt und die Unterfamilie der Madagaskarboas (Sanziniinae) mit den Gattungen Acrantophis und Sanzinia wiedererrichtet. Die Gattungen Lichanura und Charina wurden von den Sandboas (Erycinae) zu den Zwergboas (Ungaliophiinae) transferiert. Die Sandboas umfassen als Unterfamilie nur noch die Echten Sandboas der Gattung Eryx. Wegen der Eingliederung der Gattung Charina in die Ungaliophiinae wurde deren Name nach dem ICZN ein Synonym, da Charina die zuerst beschriebene Gattung ist. Die Unterfamilie wurde daher in Charininae umbenannt. Dieser Name ist jedoch schon für eine Unterfamilie bzw. Familie der Geißelspinnen vergeben. Nach einem Vorschlag von Pyron, Reynolds und Burbrink sollten diese Geißelspinnen in Charinusidae umbenannt werden.
Unterteilung der Boas (Boidae) aufgrund neuerer genetischer Untersuchungen (nach der Reptile Database):

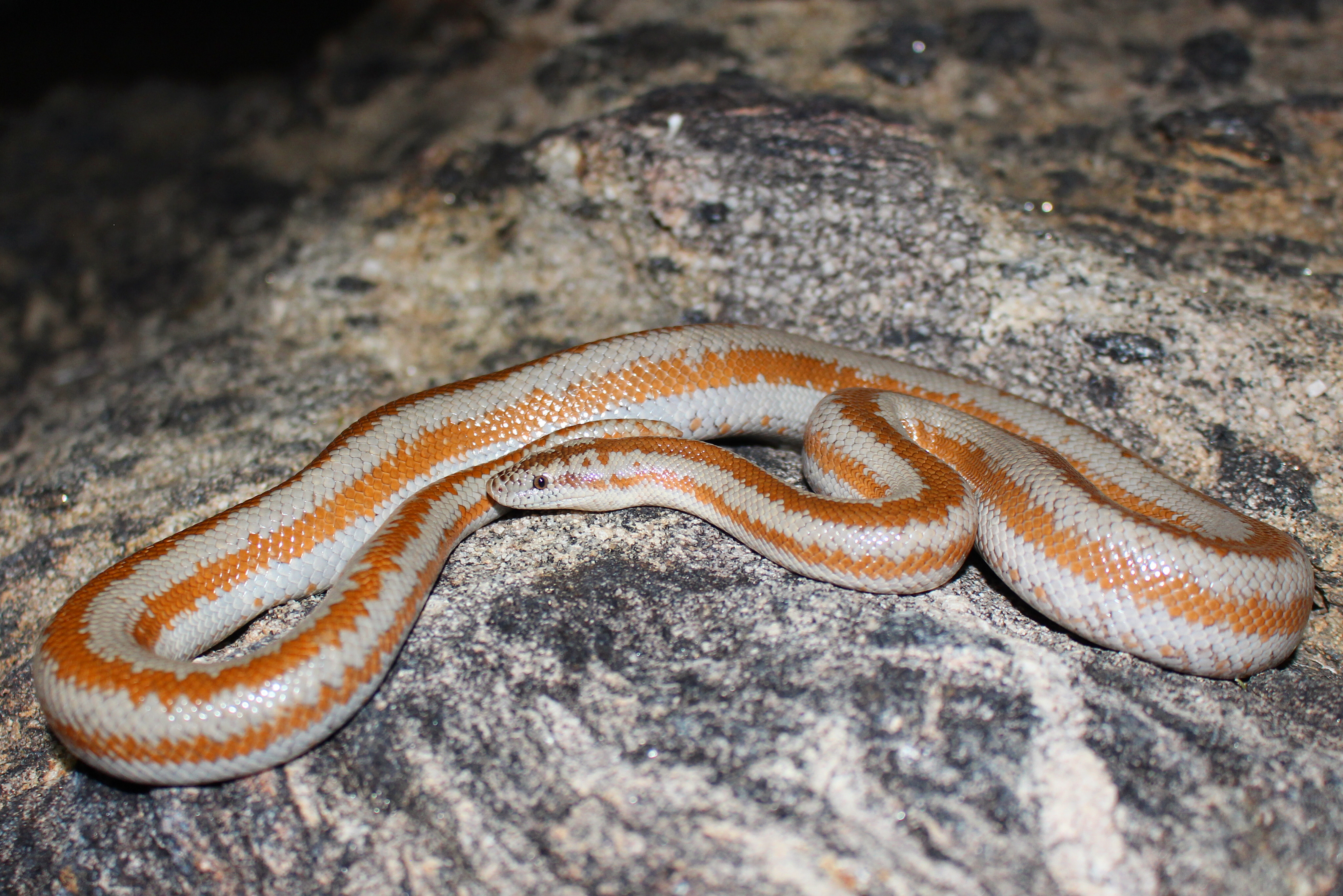
Rosenboa (Lichanura orcutti)

- Unterfamilie Boaschlangen (Boinae)[8]
  - Gattung Boa
  - Gattung Chilabothrus
  - Gattung Hundskopfboas (Corallus)
  - Gattung Epicrates
  - Gattung Anakondas (Eunectes)
- Unterfamilie Erdpythons (Calabariinae)[9]
  - Gattung Calabaria
- Unterfamilie Pazifik-Boas (Candoiinae)[10]
  - Gattung Candoia
- Unterfamilie Zwergboas (Ungaliophiinae)[11]
  - Gattung Exiliboa
  - Gattung Ungaliophis
- Unterfamilie Charininae[12]
  - Gattung Gummiboas (Charina)
  - Gattung Rosenboas (Lichanura)
- Unterfamilie Sandboas (Erycinae)[13]
  - Gattung Eryx
- Unterfamilie Madagaskarboas (Sanziniinae)[14]
  - Gattung Madagaskarboas (Acrantophis)
  - Gattung Sanzinia

2014 wurde vorgeschlagen, die Unterfamilien der Boidae allesamt zu eigenständigen Familien zu erheben.

## Verbreitung
Das Verbreitungsgebiet der Boas liegt vor allem in der Neuen Welt, in Nord-, Mittel- und Südamerika sowie in der Karibik. Außerdem gibt es Arten in Afrika und Madagaskar, Asien, auf den Salomonen und anderen Pazifikinseln.

## Lebensraum
Boas wurden im Laufe der Evolution an sehr unterschiedliche Lebensräume angepasst. Die meisten Arten dieser Familie benötigen ein feuchteres Klima, sie haben ihr Habitat in gemäßigten Zonen, den Subtropen oder in den tropischen Regenwäldern gefunden. In kühleren Gegenden, in denen die Temperatur im Winter stark sinkt, verfallen die Tiere in die sogenannte Kältestarre. Einige Arten leben dagegen in trockenen, warmen Gebieten bis hin zu Sandwüsten. Dort vergraben sich die meist klein bleibenden Tiere tagsüber, um der extremen Hitze auszuweichen.

## Fortpflanzung
Im Gegensatz zu den meisten anderen Schlangen gibt es bei den Boas keinen Geschlechtsunterschied in der Körpergröße, wenn die Schlange Geschlechtsreife erlangt. Bei anderen Schlangenarten ist das Männchen typischerweise früher geschlechtsreif. Dennoch gibt es Arten, bei denen die weiblichen Boas im Schnitt größer werden als die Männchen.
Die Boas sind lebendgebärend (ovovivipar). Eine Ausnahme bildet der Erdpython, der wie Pythons – daher der Name – eierlegend (ovipar) ist.

## Ernährung

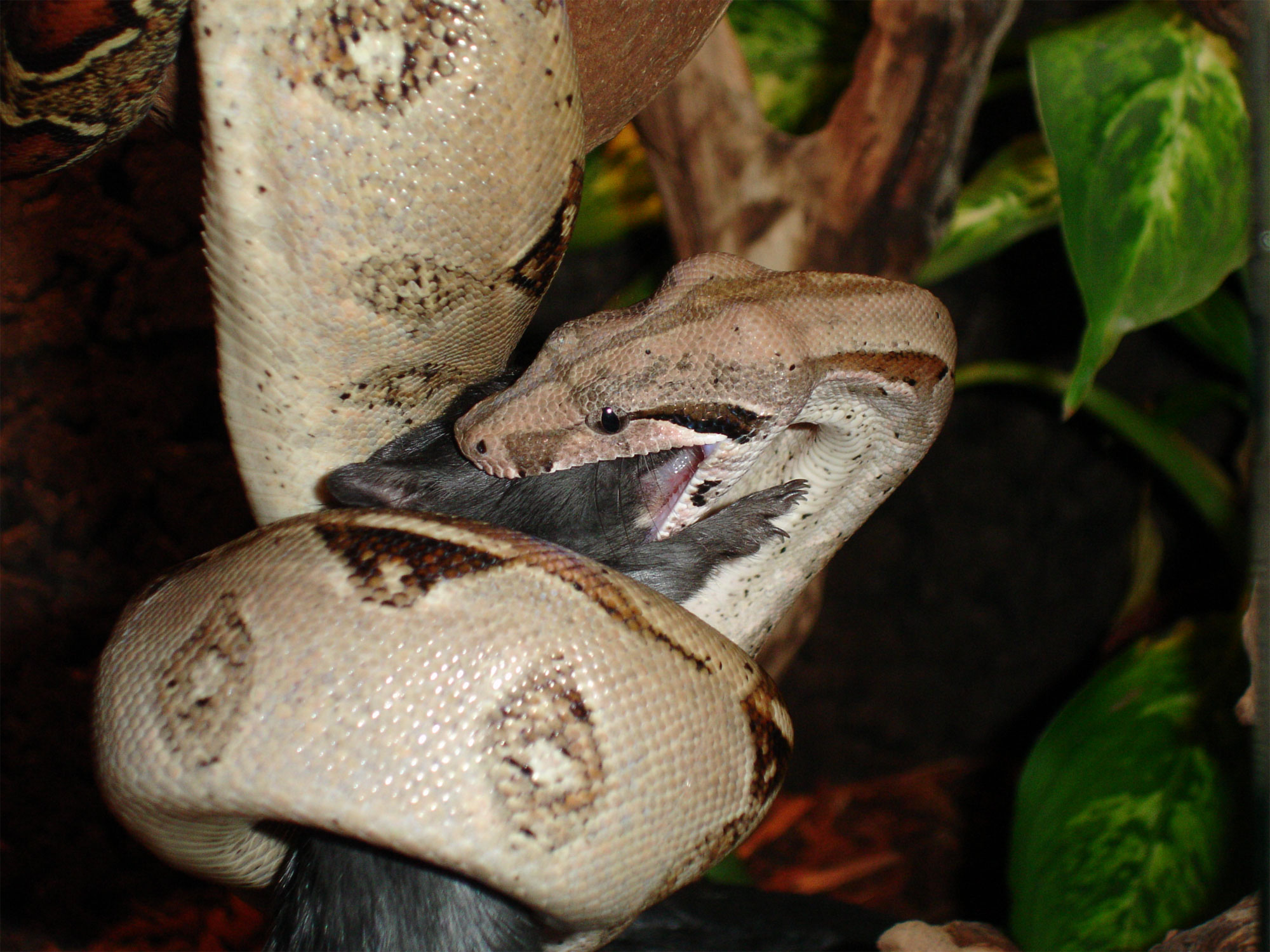
Boa constrictor imperator

Die Boas töten ihre Beute durch Umschlingen, sie werden deshalb auch als Würgeschlangen bezeichnet. Sie umwickeln ihre Beute mit ihrer kräftigen Körpermuskulatur, bis sie an Herz-Kreislauf-Versagen stirbt. Entgegen einem jahrzehntealten Mythos werden dabei weder die Knochen gebrochen, noch ersticken die Opfer. Anschließend wird das Opfer im Ganzen geschluckt.
Die Beutetiere der Boas sind vor allem Säuger und Vögel. Auch große Beutetiere, die den Schlangenumfang weit übersteigen, können verschlungen werden. Schlangen besitzen keine Harnblasen. Harn und Kot werden durch die Kloake ausgeschieden. Eine hochkonzentrierte Salzsäurelösung bildet den Magensaft der Boas, sie löst nach wenigen Tagen auch große Beutetiere auf. Die Knochen werden ebenfalls verdaut, lediglich die Zähne, Haare und Krallen werden wieder ausgeschieden.

## Bedeutung für den Handel
Der Handel mit lebenden Exemplaren und den Häuten der Boas ist weltweit von Bedeutung, weshalb auch die gesamte Familie geschützt wurde. Trotz aller Schutzmaßnahmen werden immer noch hunderttausende Häute (Schuhe usw.) und auch viele lebende Exemplare an Flughäfen und bei Schmugglern von den Behörden beschlagnahmt. Da ausgewachsene Exemplare einiger Arten mehrere Meter lang werden können, beschränkt sich der Handel mit diesen meist auf Jungtiere. In vielen asiatischen und afrikanischen Staaten werden die Schlangen zusätzlich für den eigenen Fleischverbrauch getötet.

## Schutzstatus
Alle Vertreter der Boas wurden in das Washingtoner Artenschutzabkommen aufgenommen. Fünf Arten werden im Anhang I geführt, die verbleibenden Arten wurden in den Anhang II aufgenommen.
Die unter den höchsten Schutz von Anhang I und damit das Handelsverbot fallenden Boas sind:
- Jamaika-Boa (Chilabothrus subflavus) (seit 1976)
- Puerto-Rico-Boa (Chilabothrus inornatus) (seit 1976)
- Südliche Madagaskarboa (Acrantophis dumerili) (seit 1977)
- Nördliche Madagaskarboa (Acrantophis madagascariensis) (seit 1977)
- Mona-Schlankboa (Chilabothrus monensis) (seit 1983)